# Lista meczów reprezentacji Paragwaju w piłce nożnej mężczyzn na Letnich Igrzyskach Olimpijskich
Mecze reprezentacji Paragwaju na Igrzyskach Olimpijskich

## Barcelona 1992
| Nr | Przeciwnik       | Miejsce             | Data            | Runda           | Wynik                            |
| -- | ---------------- | ------------------- | --------------- | --------------- | -------------------------------- |
| 1  | Szwecja          | Barcelona Hiszpania | 26 lipca 1992   | I runda grupowa | 0:0                              |
| 2  | Korea Południowa | Barcelona Hiszpania | 28 lipca 1992   | I runda grupowa | 0:0                              |
| 3  | Maroko           | Walencja Hiszpania  | 30 lipca 1992   | I runda grupowa | 3:1 (1:0)                        |
| 4  | Ghana            | Saragossa Hiszpania | 2 sierpnia 1992 | Ćwierćfinał     | 2:4 (2:2, 2:2, 0:2), po dogrywce |

## Ateny 2004
| Nr | Przeciwnik       | Miejsce         | Data             | Runda           | Wynik     |
| -- | ---------------- | --------------- | ---------------- | --------------- | --------- |
| 5  | Japonia          | Saloniki Grecja | 12 sierpnia 2004 | I runda grupowa | 4:3 (3:1) |
| 6  | Ghana            | Saloniki Grecja | 15 sierpnia 2004 | I runda grupowa | 1:2 (0:0) |
| 7  | Włochy           | Ateny Grecja    | 18 sierpnia 2004 | I runda grupowa | 1:0 (1:0) |
| 8  | Korea Południowa | Saloniki Grecja | 21 sierpnia 2004 | Ćwierćfinał     | 3:2 (1:0) |
| 9  | Irak             | Saloniki Grecja | 24 sierpnia 2004 | Półfinał        | 3:1 (2:0) |
| 10 | Argentyna        | Ateny Grecja    | 28 sierpnia 2004 | Finał           | 0:1 (0:1) |

Bilans
|                 | zwycięstwa | remisy | porażki |
| ogółem          | 5          | 2      | 3       |
| dom             | 0          | 0      | 0       |
| wyjazd          | 0          | 0      | 0       |
| neutralny teren | 5          | 2      | 3       |

|                 | strzelone | stracone |
| ogółem          | 17        | 14       |
| dom             | 0         | 0        |
| wyjazd          | 0         | 0        |
| neutralny teren | 17        | 14       |